# Кокорис, Джон
Джон Майкл Ко́корис (англ. John Michael Cocoris, настоящее имя Я́ннис Миха́лис Ко́ккорис, греч. Γιάννης Μιχάλης Κόκκορης; 17 сентября 1877, Леонидио, Аркадия, Пелопоннес, Греция — 1944, Дувол, Флорида, США) — американский бизнесмен греческого происхождения, в 1905 году ставший основателем губкового дайвинга (добычи губок) в Новом Свете, привезя из Греции в Тарпон-Спрингс (Пинеллас) традиционные методы ловли этих животных в Эгейском море, что в итоге привело к развитию высокодоходной губковой отрасли США. Первый грек, поселившийся в Тарпон-Спрингсе, основатель греческой общины этого города.

## Биография
Родился 17 сентября 1877 года в деревне Леонидион (Аркадия, Пелопоннес, Греция) в семье Михалиса и Стаматины Коккорисов. Семейство Коккорисов было известным в сфере ловли губок и торговли ими.
В 1895 году для торговли губками иммигрировал в США, поселившись в Нью-Йорке, где работал на торговца губками Лембезиса.
В 1896 году отправился в Тарпон-Спрингс (Флорида), где работал с Джоном Чейни, первым местным торговцем губками.
В 1898 году в США приехал его брат Йоргос, а позднее, в 1900 году, второй брат Илиас, которые работали вместе с ним.
В 1901 году вернулся в Грецию, где женился.
До появления Джона Кокориса в Тарпон-Спрингсе местные жители, в основном коренные жители индейцы, собирали губок с использованием гарпунов или крючков на мелководье, что зачастую приводило к их порче. Они высматривали животных на поверхности воды с помощью так называемого «стекла», представлявшего собой жестяной цилиндр со стеклянным дном, который некоторые рыбаки используют и сегодня для загарпунивания осьминогов в мелких местах.
Джон Чейни, будучи богатым банкиром, видя, что со всего Мексиканского залива в Тарпон-Спрингс на лодках приплывают ловцы губок, а после улова возвращаются к себе домой, сразу же смекнул, что это место может стать центром американской губковой отрасли. Так, вместе с Эрнестом Мересом они построили складские помещения и садки, и первоначально перевозили губки в Нью-Йорк на повозках. Таким образом зародился американский губковый промысел.
В 1903 году Кокорис ненадолго отправился в Грецию за ныряльщиками с Додеканесских островов, по возвращении в Соединённые Штаты также привезя с собой специальное оборудование и водолазный скафандр, которые до сих пор не были известны в Америке.
В 1905 году основал в Тарпон-Спрингсе губковый дайвинг (добычу губок), что способствовало развитию губковой отрасли, а как следствие и самого города. Первой лодкой, купленной Джоном Кокорисом вместе со Спиросом Вутерисом за 180 долларов, была «Пандора», которую они окрестили «Надеждой». Постепенно флот увеличивался, а дары дна Мексиканского залива, куда впервые ступила нога человека, заполняли склады Джона Чейни. Первым греческим водолазом, увидевшим Мексиканский залив, был выходец с Додеканеса Димосфенис Кавасилас, а вторым — эгинец Стилианос Бесис.
Весть об успехе Кокориса достигла Греции, откуда с Додеканесских островов Спецес, Идра, Эгина, Сими, Калимнос и Халки на своих лодках в США направилось множество ловцом губок. Среди них единственной женщиной была супруга Джона Кокориса, приехавшая вместе с их сыном Михалисом. В 1906 году у пары родилась дочь Стаматина, ставшая первым греческим ребёнком, родившимся в Тарпон-Спрингсе.
В 1907 году в Тарпон-Спрингсе уже проживало 800 греков (в основном мужчины), из них опытных ловцов губок — 500 человек. В этом же году под руководством выходца с Эгины Николаса Пеппаса греческая община собрала 3 500 долларов, на которые была построена первая церковь Святого Николая, вмещавшая до 250 человек. В 1925 году в местной греческой школе училось 200 учеников.
К 1930-м годам губковая отрасль Тарпон-Спрингса стала очень прибыльным бизнесом, приносившим миллионы долларов в год.
Умер в 1944 году в округе Дувол.